# Stenia pustulosa
Stenia pustulosa är en orkidéart som beskrevs av David Edward Bennett och Eric Alston Christenson. Stenia pustulosa ingår i släktet Stenia och familjen orkidéer. Inga underarter finns listade i Catalogue of Life.